# Иккермюнде
Иккермю́нде (нем. Ueckermünde), Укермюнде (нем. Ukermünde) — город в Германии (ФРГ), в земле (государстве) Мекленбург-Передняя Померания.
Официальный код — 13 0 62 059.

## История
Еще в Χ веке в Укеранской области жили укране, восточная ветвь полабских славян. Укермюнде город, с 1190 года, в Укермархии, позже был важным укреплением, которое в 1469 году тщетно осаждал Фридрих II «Железный Зуб», курфюрст бранденбургский.
Позже окружной город в прусской провинции Померании, на реке Укер, впадающей недалеко от него в померанский гаф, в небольшую гавань.
На 1895 год в окружном городе проживало 6 020 жителей.
На 1902 год в городе были развиты торговля лесом, рыбная ловля, мореходство.
Сейчас город подразделяется на четыре городских района, и входит в состав района Иккер-Рандов. Население составляет 10,2 тыс. человек (2009 год); в 2003 году — 11,1 тысяч. Занимает площадь 84,69 км².
| Год  | Население |
| ---- | --------- |
| 1991 | 11 655    |
| 1995 | 11 934    |
| 2000 | 11 709    |
| 2005 | 10 871    |
| 2010 | 10 127    |